# Cock van de Lagemaat
Cock van de Lagemaat (25 dicembre 1955) è un ex cestista olandese.

## Carriera
Con i Paesi Bassi ha disputato i Campionati mondiali del 1986 e tre edizioni dei Campionati europei (1977, 1983, 1985).